# Stelis lancea
Stelis lancea är en orkidéart som beskrevs av John Lindley. Stelis lancea ingår i släktet Stelis och familjen orkidéer. Inga underarter finns listade i Catalogue of Life.